# Kloster Inver

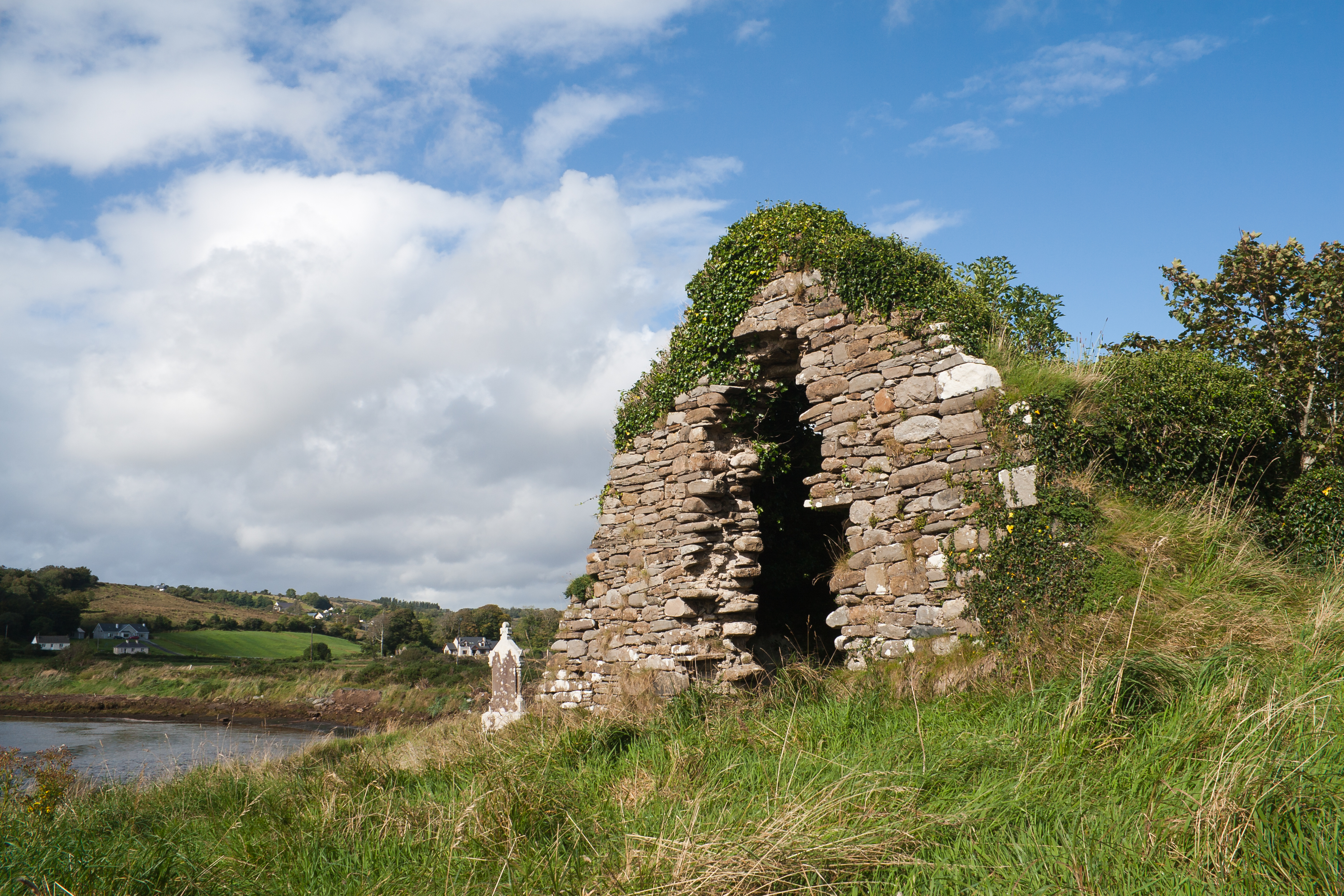
Südwest-Ansicht der Kirchenruine an der Stätte des Klosters

Das Kloster Inver (irisch Mainistir Inbhir) wurde im 6. Jahrhundert von Náile von Kinawley in Inver (irisch Inbhear, älter Inbhear Náile) in der Diözese Raphoe in Irland gegründet. Die Kirche wurde später bis 1807 als Gemeindekirche genutzt, wonach sie zur Ruine verfiel.

## Geographische Lage
Das Kloster liegt an der zur Südküste Donegals gehörenden Inverbucht bei der Ortschaft Inver, die an der Straße zwischen den Städten Donegal und Killybegs im Nordwesten Irlands liegt. In die Inverbucht fließt der Fluss Eany Water (irisch An Eidhnigh), der unmittelbar vor der Mündung in die Bucht schleifenförmig eine kleine Halbinsel umfließt. Auf dieser Halbinsel liegt die Kirche in südwest-nordöstlicher Orientierung mit dem Eingang auf der Südwestseite, die einen Blick über den Fluss und den nahegelegenen Hafen von Inver gewährt. Die Kirche liegt auf einer Erhebung, die durch eine umgebende Mauer abgesichert ist.

## Geschichte
Dem Gründer Náile von Kinawley wird eine Herkunft aus Munster zugeschrieben. So soll er der Hauptlinie der Eoghanacht von Cashel entstammen und sein Vater Aonghas, Sohn von Nadh Fraoich und König von Munster sein. Der wohl erst sehr spät entstandenen Vita aus dem 16. Jahrhundert zufolge soll er in Inver Columban begegnet sein, was ihn zu der Gründung bewog. Für einige Zeit blieb er dann in Inver als Abt, bevor er zunächst die Nachfolge von Molaise in Devenish antrat und später in Kinawley verblieb.
Die kleine rechteckige Kirche durchlief mehrere Bauperioden. Zu den ältesten datierbaren Teilen gehört die innere mit Kielbogen ausgestattete Einfassung des Altarfensters im Nordost-Giebel, die auf das Ende des 12. oder Anfang des 13. Jahrhunderts datiert wird. Hierbei handelt es sich aber bereits um eine Veränderung, weil das Fenster hierfür vergrößert wurde, so dass die Kirche älter sein muss. Zu Beginn des 17. Jahrhunderts wurde die Kirche restauriert, und im Jahr 1622 wurde ihr Zustand als gut bezeichnet. Zu diesem Zeitpunkt hatte sie ein Strohdach, das zu Beginn des 18. Jahrhunderts durch ein Schieferdach ersetzt wurde.